# Sirius (KFK 124)
Pour les articles homonymes, voir Sirius (homonymie).
Le Sirius est un ancien ketch de pêche qui a été en service en 1943 comme chalutier armé (Kriegsfischkutter (de))  au sein de la Kriegsmarine sous le nom de KFK 124.
Aujourd'hui, il est amarré au musée portuaire de Lübeck  (Schleswig-Holstein) où il propose des excursions.

## Historique
Construit en 1942 en Suède comme bateau de pêche, il d'abord servi de petit navire de guerre auxiliaire pour la Kriegsmarine et avait Stavanger comme port d'attache dans la flottille de protection du port. En 1946 il a été converti en un bateau de pêche à moteur, d'abord nommé Heimat puis renommé plus tard Ingrid et enfin Sirius au gré des changements de propriétaires.
En 1987, il est racheté un menuisier de Hambourg et restauré  pour devenir un voilier de croisière avec des clients dans la mer du Nord et la mer Baltique. En 1996, un autre changement de propriétaire le ramène à Lübeck où il continue à naviguer et à participer aux rassemblements maritimes de la côte de la mer Baltique.